# Andrew Byrnes
James Andrew Byrnes (* 22. Mai 1983 in Toronto, Ontario) ist ein ehemaliger kanadischer Ruderer, der 2008 olympisches Gold im Achter gewann.
Byrnes gewann 2005 mit dem kanadischen Achter eine Bronzemedaille bei den U23-Weltmeisterschaften. Bei den Ruder-Weltmeisterschaften 2006 trat er zusammen mit Derek O’Farrell und Steuermann Brian Price im Zweier mit Steuermann an und erhielt auch hier die Bronzemedaille. 2007 wechselte Byrnes in den Achter, der die Weltcupregatten in Linz und Luzern gewann und auch bei den Ruder-Weltmeisterschaften 2007 in München den Titel erkämpfte. 2008 siegte der Achter erneut in Luzern. Bei den Olympischen Sommerspielen 2008 in Peking gewann der kanadische Achter Gold in der Besetzung Andrew Byrnes, Kyle Hamilton, Malcolm Howard, Adam Kreek, Kevin Light, Ben Rutledge, Dominic Seiterle, Jake Wetzel und Steuermann Brian Price. Bei den Ruder-Weltmeisterschaften 2009 und Ruder-Weltmeisterschaften 2011 erhielt Byrnes mit dem kanadischen Achter eine Silber- bzw. eine Bronzemedaille, dazwischen lag ein siebter Platz bei den Ruder-Weltmeisterschaften 2010. Bei der olympischen Ruderregatta 2012 auf dem Dorney Lake gewann der kanadische Achter Silber hinter dem deutschen Boot.